# Makinsk
Makinsk (kasachisch und russisch Макинск) ist eine Stadt im Norden Kasachstans.

## Geografische Lage
Die Stadt befindet sich im Gebiet Aqmola ca. 190 km nordwestlich der Hauptstadt Astana.

## Geschichte
Urkundlich erwähnt wird Makinsk erst ab 1928 als eine Eisenbahnstation namens „Makinka“ an der Eisenbahnlinie Astana-Kökschetau. Den Stadtstatus trägt die Stadt erst seit Ende des Großen Vaterländischen Krieges im Jahre 1945.

## Bevölkerung
Die Stadt Makinsk hatte im Jahre 1991 ca. 20.900 und im Jahr 2009 ca. 16.700 Einwohner.
| Einwohnerentwicklung | Einwohnerentwicklung | Einwohnerentwicklung | Einwohnerentwicklung | Einwohnerentwicklung | Einwohnerentwicklung |
| 1959                 | 1970                 | 1979                 | 1989                 | 1999                 | 2009                 |
| -------------------- | -------------------- | -------------------- | -------------------- | -------------------- | -------------------- |
| 23.013               | 22.850               | 21.911               | 23.312               | 18.540               | 16.745               |

## Verkehr
Nahe Makinsk verläuft die Fernstraße A1, die in der kasachischen Hauptstadt Astana ihren Anfang hat und nach Norden zu Petropawl führt.

## Söhne und Töchter der Stadt
- Waleri Iwanow (* 1969), kasachischer Biathlet
- Inna Scheschkil (* 1971), frühere kasachische und spätere belarussische Biathletin
- Katja Maurer (* 1991), Landtagsabgeordnete in Thüringen